# Бейкуський лиман
Бейку́ський лима́н (або Бейкуська затока) — невеликий лиман в Україні, на північному березі Чорного моря, в межах Миколаївського району Миколаївської області.

## Розташування

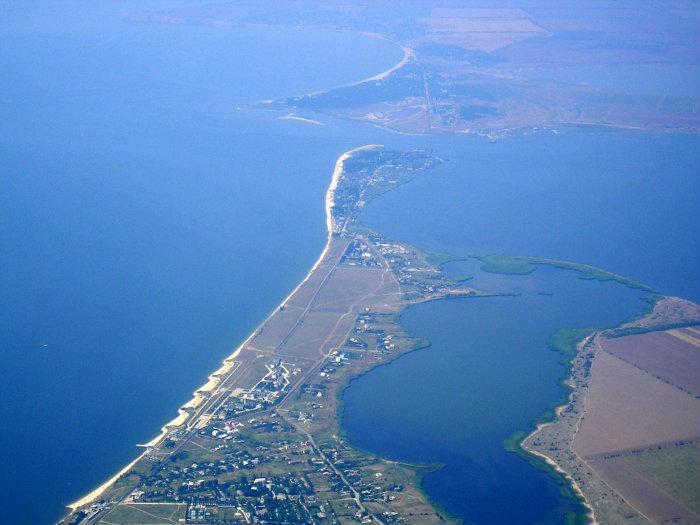
На передньому плані Чорноморська коса, ліворуч Дніпро-Бузький лиман, праворуч від коси Бейкуський лиман, за ним — Березанський лиман

Лиман розташований при вході (на схід) в Березанський лиман, за 9 км на захід від міста Очакова. На берегах лиману розташоване село Чорноморка. Від Чорного моря відділяється Чорноморською (Лагерною) косою. В лиман впадає річка Ковакин.

## Опис та фізико-географічні умови
Довжина лиману 3,5 км, ширина від 0,2 до 1 км, площа 2,5 км², пересічна глибина 1 м. Улоговина займає пониззя балки і витягнута зі сходу на захід. Північні береги високі, урвисті, південні — пологі. Східні береги порослі очеретом.
Бейкуська затока, як і Березанський лиман, являє собою затоплену морем стародавню долину річки Березань. Клімат — помірно-жаркий, посушливий, приморсько-степовий. Сухість степового повітря пом'якшується завдяки природному кондиціонуванню морем. Велика кількість сонячних днів у році — на Чорноморській косі лише 60 днів на рік не буває сонця, а влітку практично не спостерігається похмурих днів. Літо — найдовша пора року. Воно починається з травня і закінчується наприкінці вересня. Осінь значно тепліша ніж весна, зазвичай буває короткою і теплою. Взагалі, клімат сприятливий для відпочинку.

## Рекреаційний потенціал
Про цілющі властивості грязей Бейкуської затоки було відомо здавна. Заможні люди приїздили на Бейкуш для відпочинку і лікування ще в XIX столітті.
У 1972 році фахівці гідрогеологічного управління «Укргеокаптажмінвод» провели детальну розвідку мулових грязей Бейкуської затоки. Її результати показали, що придонні відкладення являють собою лікувальні мулові грязі з експлуатаційним запасом більше ніж 330 тисяч квадратних метрів. Родовище лікувальних грязей розташоване недалеко від села Мала Чорноморка. Тут залягає 3-метровий шар лікувальної грязі, яка не поступається своїми властивостями куяльницькій. Крім того, дослідники-бальнеологи відкрили в районі лиману запаси мінеральної води, корисної при захворюваннях органів травлення, печінки.
В 1990 році комплексною гідрогеологічною партією гідрогеологічного управління «Укргеокаптажмінвод» була повторно проведена попередня оцінка екологічного стану родовища лікувальних мулових грязей і сформульовані рекомендації щодо його подальшого вивчення.

## Електронні джерела
- Станислав Власенко. Первая от моря страна… [Архівовано 8 березня 2016 у Wayback Machine.] (рос.)
- Татьяна Чичкалюк. Загадочный Бейкушский залив в ожидании… [Архівовано 5 березня 2016 у Wayback Machine.] (рос.)